# Чепелюк, Сергей Георгиевич
Серге́й Гео́ргиевич Чепелю́к (9 сентября 1921, Иман, Иманский уезд, Приамурская область, Дальневосточная республика — 19 июля 1985, Москва, СССР) — советский военачальник, генерал-майор авиации, Герой Советского Союза.

## Биография
Родился 9 сентября 1921 года в городе Иман ныне Приморского края в семье служащего. Русский. Член КПСС с 1943 года. Жил в городе Грозный Чечено-Ингушской АССР. Окончил 10 классов.
В 1942 году призван в ряды Красной Армии. Окончил Оренбургскую военную авиационную школу пилотов. В боях Великой Отечественной войны с декабря 1942 года. Заместитель командира эскадрильи 144-го гвардейского штурмового авиационного полка 9-й гвардейской штурмовой авиационной дивизии 1-го гвардейского штурмового авиационного корпуса 5-й воздушной армии 2-го Украинского фронта.
Сначала были бои на Северном Кавказе, затем — Курская дуга, сражение за Днепр, бои над Правобережной Украиной, участие в Ясско-Кишинёвской операции, освобождение Румынии, Болгарии, Венгрии.
Известной стала его штурмовка войск противника, окружённых в районе Бялы Камень. О силах окружённого врага имелись явно недостаточные сведения, поэтому штурмовку С. Г. Чепелюк предварил разведкой. Видимость в районе цели была плохой — мешал дым от пожаров. Воспользовавшись тем, что зенитная артиллерия противника в целях маскировки не открывала огонь по штурмовикам, С. Г. Чепелюк с ведомыми сделал несколько проходов на малой высоте, позволивших ему определить основные цели. После шести штурмовых заходов, сделанных группой С. Г. Чепелюка, сопротивление противника в значительной степени было подавлено, что позволило наземным войскам в тот же день покончить с окружённой группировкой.
К июню 1944 года совершил 155 боевых вылетов на Ил-2. В 44 воздушных боях сбил лично три и в группе два самолёта противника.
Указом Президиума Верховного Совета СССР от 26 октября 1944 года за мужество и героизм, проявленные в воздушных боях с немецко-фашистскими захватчиками, гвардии младшему лейтенанту Сергею Георгиевичу Чепелюку присвоено звание Героя Советского Союза с вручением ордена Ленина и медали «Золотая Звезда».
Совершил в годы Великой Отечественной войны около 200 боевых вылетов, уничтожил на земле большое количество живой силы и техники, в 50 воздушных боях лично сбил 3 и в группе 3 самолёта противника.
После окончания Великой Отечественной войны С. Г. Чепелюк продолжил службу в ВВС. Освоил реактивные боевые машины. В 1951 году окончил Военно-Воздушную академию, в 1954 году — адъюнктуру при академии. Командовал полком, дивизией. В 1976 году окончил ВАК при Военной академии Генерального штаба.
Генерал-майор авиации С. Г. Чепелюк занимал ответственные должности в Министерстве обороны СССР. Ушёл в отставку в 1984 году. Жил в Москве. Скончался 19 июля 1985 года. Похоронен в Москве на Кунцевском кладбище.

## Награды
- Герой Советского Союза;
- орден Ленина[1];
- орден Октябрьской Революции;
- два ордена Красного Знамени;
- два ордена Отечественной войны 1-й степени;
- орден Отечественной войны 2-й степени;
- орден Красной Звезды;
- орден Славы 3-й степени;
- медали.
- иностранные награды[2]